# Вікіпедія мовою чві
Вікіпедія мовою чві (чві Wikipedia) — розділ Вікіпедії мовою чві. Створена у 2003 році. Вікіпедія мовою чві станом на 26 березня 2025 року містить 4195 статей, 16 945 зареєстрованих користувачів, 44 активних дописувачів, 3 адміністраторів
. Загальна кількість сторінок у Вікіпедії мовою чві — 7942, редагувань — 128 419, мультимедійні файли відсутні
. Глибина (рівень розвитку мовного розділу) Вікіпедії мовою чві мала і становить 12.9 пунктів
. 

## Історія
- Жовтень 2011 — створена 100-та стаття[3].
- Липень 2014 — створена 500-та стаття[4].